# Стіна Південного полюса

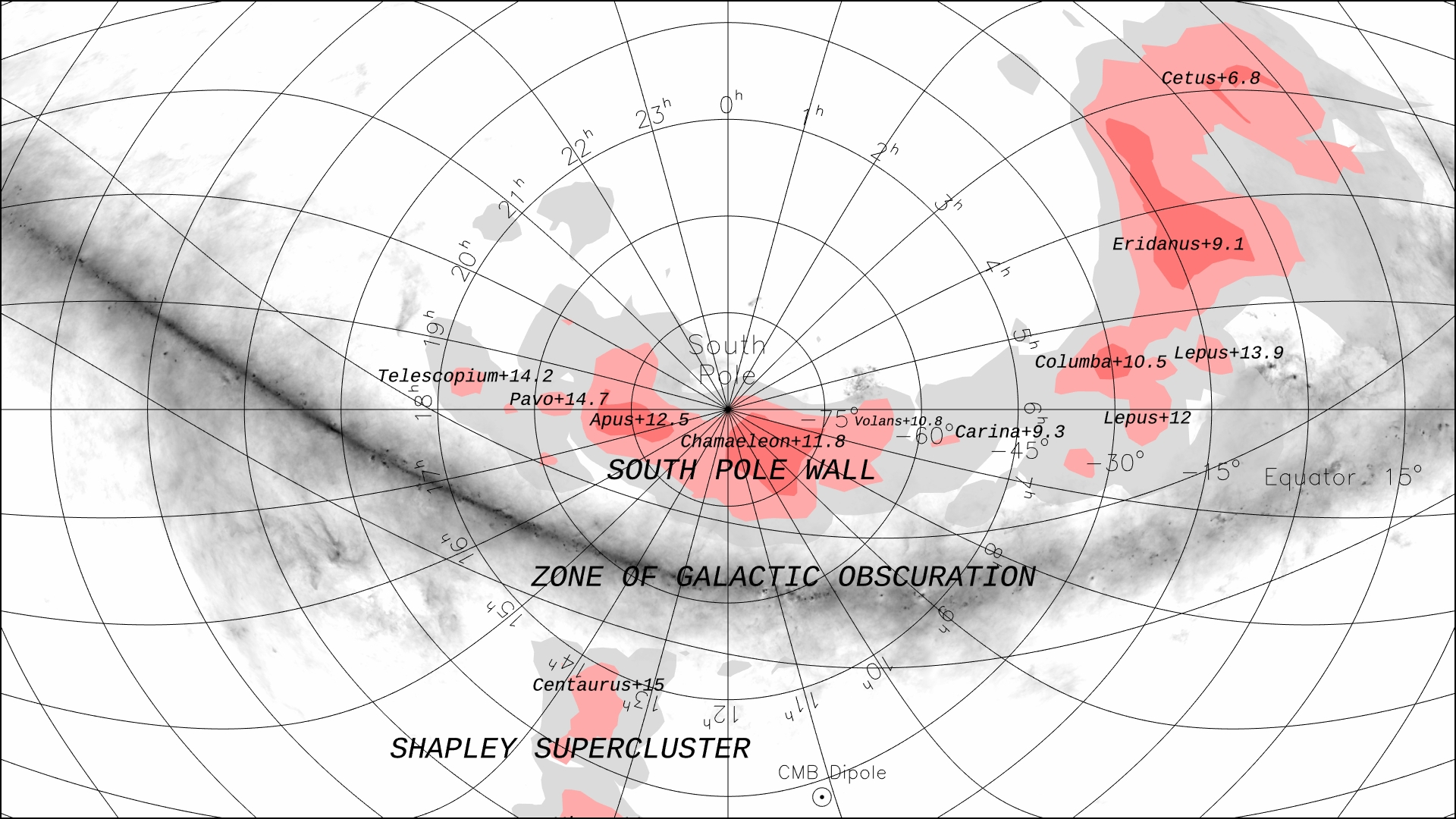
Проєкція Стіни Південного Полюса в небесних координатах.

Стіна Південного полюса (SPW) — масивна космічна структура, утворена гігантською галактичною ниткою, яка простягається щонайменше на 1,37 мільярда світлових років у просторі і розташована приблизно за півмільярда світлових років від Землі. Структура збігається з небесним Південним полюсом. Про відкриття об'єкта було оголошено Даніелем Помареде з університету Париж-Саклай і Річардом Таллі та його колегами з Гавайського університету в липні 2020 року.

## Розташування
Стіна Південного Полюса знаходиться за надскупченням Ланіакея, займаючи на екліптиці близько 200° дуги. Найщільніша частина структури лежить в напрямку Південного полюса Землі на відстані близько 500 млн св.років. Північна ж частина стіни Південного полюса згинається і підходить до Чумацького шляху на відстань близько 300 млн світлових років. Сумарна маса Стіни Південного Полюса оцінюється в близько 10*17M☉ (сто квадрильйонів сонячних мас).